# (17466) Vargasllosa
(17466) Vargasllosa ist ein Asteroid des inneren Hauptgürtels, der am 15. November 1990 von dem belgischen Astronomen Eric Walter Elst am La-Silla-Observatorium der Europäischen Südsternwarte in Chile (IAU-Code 809) entdeckt wurde.
Der mittlere Durchmesser des Asteroiden wurde mithilfe des Wide-Field Infrared Survey Explorers (WISE) grob mit 2,631 (±0,568) km berechnet, die Albedo ebenfalls grob mit 0,336 (±0,199).
(17466) Vargasllosa wurde am 14. Mai 2014 nach dem peruanischen Schriftsteller Mario Vargas Llosa (1936–2025) benannt. In der Widmung besonders hervorgehoben wird sein Roman „Das grüne Haus“ (La casa verde) aus dem Jahre 1966 und sein Erhalt des Nobelpreises für Literatur 2010 „für seine Kartographie der Machtstrukturen und scharfkantigen Bilder individuellen Widerstands, des Aufruhrs und der Niederlage“.